# Werner Rezső
Werner Rezső (Werner Rezső Rudolf, Kalocsa, 1838. július 17. – Budapest, 1907. április 15.) magyar jogász, egyetemi tanár.

## Élete
Werner Károly érseki segédkönyvtárnok, könyvkötő és Schwerer Magdolna fiaként született. A gimnázium első négy osztályát szülővárosában, az 5-6-ik osztályokat Baján, a 7-8-ik osztályokat pedig már papnövendékként Pécsett végezte, majd két évig a kalocsai papneveldében hallgatott teológiát. Kilépése után érettségit tett, majd 1859-ben a Pesti Tudományegyetem hallgatója lett, ahol jogi doktorátust szerzett. 1865-ben a pécsi püspöki joglíceum segédtanáraként helyezkedett el, majd 1866-ban ugyanitt rendkívüli, 1869-ben pedig rendes tanár lett.
1873 és 1888 között a kassai királyi jogakadémia rendes tanára, majd 1905-ös nyugdíjazásáig a Kolozsvári Magyar Királyi Ferenc József Tudományegyetemen a bölcsészeti jogtan, a jogtudományi enciklopédia és a tételes nemzetközi jog egyetemi tanára volt. Jogtudósként Schelling vallásos természetjogi irányzatával foglalkozott, akinek tankönyvét le is fordította (Természetjog, Pest, 1869), a jogbölcselet történetéről írt saját művét pedig e könyv kiegészítéseként adta ki. Néhány kommentárt a büntetőjog területéről is írt, illetve több cikke jelent meg a Magyar Igazságügy, a Büntetőjog Tára és a Jogtudományi Közlöny című lapokban. Utolsó éveiben visszavonultan élt Budapesten, ahol 1907-ben elhunyt.

## Főbb művei
- A természetjog, vagy bölcseleti jogtudomány kézi könyve, összehasonlító tekintettel a tételesjog intézkedéseire. (Írta Schilling Frigyes Adolf. Ford. Pest, 1869)
- A bölcsészeti jogtudomány történelme. (Kiegészítésül Schilling természetjogi művéhez. Budapest, 1875)
- A dulus és culpa jelentősége a büntetőjogban. (Budapest, 1879)
- A magyar büntetőjog általános elvei. (Budapest, 1881)
- A bűntettek, vétségek és kihágások. (Budapest, 1882)
- Véleményes jelentése dr. Somló Bódog habilitálási értekezése tárgyában. (Kolozsvár, 1899)
- Dr. Oberschall Pál Visszaesés c. művére vonatkozólag. (Magántanárrá képesítése céljából, Budapest, 1901)